# Johann Friedrich Reitz

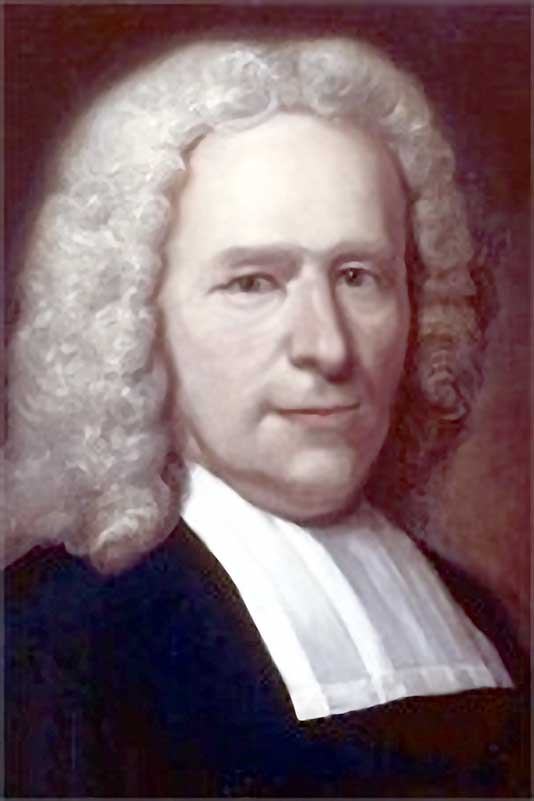
Johann Friedrich Reitz

Johann Friedrich Reitz (auch: Reiz, Reits; * 25. September 1695 in Braunfels; † 21. März 1778 in Utrecht) war ein deutscher Historiker und Philologe.

## Leben
Der Sohn des pietistisch engagierten Theologen Johann Henrich Reitz und dessen Frau Anna Maria Meermann besuchte nach erhaltener Privatausbildung das Gymnasium in Siegen und  erfuhr eine weitere schulische Bildung in Wesel. Sein Studium begann er 1714 an der Universität Utrecht und fand eine Anstellung als Informator des Erbprinzen von Nassau-Siegen, welche sein Studium finanzieren konnte. Um Literatur und Medizin zu studieren, besuchte er die Vorlesungen von Johann Jacob Vitriarius, Pieter Burman, Rudolphus Leusden, Josephus Serrurier und Jacob Vallan.
Nachdem er 1718 unter Serrurier die Abhandlung de trituratione alimentorum in ventriculo verteidigt hatte, ging er im Folgejahr als Lehrer des Gymnasiums Erasmus nach Rotterdam und promovierte am 22. Februar 1720 in Utrecht unter Leusden mit der Abhandlung de morbis divitum zum Doktor der Medizin. 1724 wechselte er zum Konrektorat der Hieronymusschule in Utrecht, welche Stelle er mit einer Rede über die Worte von Terentius provinciam cepisti duram übernahm. 1728 wurde er Rektor der Anstalt und lehnte weitere Berufungen an andere Bildungseinrichtungen ab. Am 12. November 1745 beriefen ihn die Kuratoren der Universität Utrecht zum außerordentlichen Professor der Rhetorik und Dichtkunst an die Utrechter Hochschule, welche Aufgabe er am 13. Januar 1746 mit der Rede de veterum oratorum, maxime Graecorum, in dicendo libertate atque audacia aufnahm.
Zwei Jahre später übertrug man ihm am 6. März 1748 die ordentliche Professur der Geschichte und Rhetorik, welche er am 17. Juni 1778 mit der Rede Criticum artium scientia carentem esse hominem platonicum übernahm. In seiner Eigenschaft als Utrechter Hochschullehrer beteiligte er sich auch an den organisatorischen Aufgaben der Utrechter Akademie und war in den Jahren 1750/51 und 1767/68 Rektor der Alma Mater. Seine erste Amtszeit als Rektor beendete er mit der Rede de censoribus librorum und seine zweite Amtszeit mit der Rede de emendandis academiis, nachdem 1752 die Erinnerungsrede auf Jacobus Odé oratio funebris in obitum vir. clar. Jacobi Odei gehalten hatte. Reitz ist als Autor verschiedener Reden in Erscheinung getreten und als Herausgeber einiger Werke, vor allem seines Bruders.
Reitz heiratete am 2. Januar 1727 Theodora Kloek (* 16. August 1698; † 25. April 1783). Aus der Ehe gingen mehrere Kinder hervor.